# Masarykova (Záhřeb)
Masarykova je ulice v chorvatské metropoli Záhřebu. Nachází se jihozápadně od samotného středu města a spojuje Náměstí Chorvatské republiky (dříve náměstí Josipa Broze Tita) s ulicí Petra Preradovića. Je dlouhá cca 300 metrů. 

## Historie
Ulice, která vznikla v souvislosti se šířením města Záhřebu v druhé polovině 19. století, se původně jmenovala Marovska. Jako původní silnice vedla ještě v prostoru dnešního náměstí Chorvatské republiky až před budovou dnešního Muzea umění a řemesel. Po výstavbě budovy Chorvatského národního divadla byla nicméně zkrácena do současné podoby. Na mapách druhého vojenského mapování je zachována podoba, kdy byla dokončena zástavba v severovýchodní části třídy (blíže ke středu města) a na mapách vojenského mapování třetího se již nachází v podobě, kdy byla zástavba dokončena po celé její délce.
V roce 1930 byla v souvislosti s tím, že tehdejší Jugoslávie (jejímž byl Záhřeb jedním z největších měst) byla ve spojeneckém vztahu s První ČSR přejmenována na počest Tomáše Garrigue Masaryka. Učiněno tak bylo na návrh tehdejšího primátora Záhřebu, Stjepana Srkulje. Stalo se tak při příležitosti 80. Masarykových narozenin.
Název měla ulice i za doby existence komunistického režimu v tehdejší Jugoslávii. V letech 1995 až 1996 bylo diskutováno možné přejmenování Masarykovy, mimo jiné také z důvodu, že jako historická osobnost byl v Chorvatsku vnímán jako politik s prosrbskou orientací. Přejmenování nicméně nebylo uskutečněno.

## Doprava
Ulice se rozšiřuje na svém severovýchodním okraji. Jsou zde dva jízdní pruhy pro automobilovou dopravu. V jihovýchodní části je ulice jednosměrná.

## Významné budovy
- Budova nakladatelství Školska knjiga
- Kallinův dům (chorvatsky Kuća Kallina)
- Loewyevův výškový dům